# Inno e Marcia Pontificale
Inno e Marcia Pontificale ("Hino e Marcha Pontifical", em italiano) é o hino nacional do Vaticano. A letra oficial italiana foi composta pelo monsenhor Antonio Allegra (1905-1969) e a música pelo compositor francês Charles Gounod (1818-1893). Foi adotado oficialmente em 1949.

## História
A música foi composta em 1869 por Charles Gounod, para a celebração em 11 de abril de 1869 do jubileu de ouro da ordenação sacerdotal do Papa Pio IX. A peça puramente instrumental em três partes, originalmente chamada "Marche pontificale" (francês para "Marcha Pontifícia"), tornou-se extremamente popular desde sua primeira apresentação.
Em 16 de outubro de 1949, Papa Pio XII declarou-o o hino papal, substituindo a Marcia Trionfale de Viktorin Hallmayer (1857), que, embora ainda fosse o hino papal quando o Estado da Cidade do Vaticano foi fundado em 1929, também foi tratado como o hino do novo estado. A "Marche Pontificale" de Gounod foi apresentada pela primeira vez nesse novo papel durante uma cerimônia na [véspera de Natal] de 1949, um dia antes da abertura do Ano Santo de 1950. O velho hino do estado também foi reproduzido pela última vez, quase como um sinal de respeito.
Naquele momento, Antonio Allegra (1905-1969), que era então um dos organistas da Basílica de São Pedro, escreveu a letra em italiano para a música de Gounod. Outras letras foram compostas para a música em vários idiomas e por diferentes autores. Em 1991, Raffaello Lavagna de Savona (1918–2015) escreveu letras em latim para um coro de quatro vozes, em um arranjo de Alberico Vitalini.

## Letra oficial (em latim)
Autor: Monsenhor Raffaello Lavagna (1918-2015)
O felix Roma – O Felix Roma nobilis.
O felix Roma, Roma Felix, Roma nobilis!
Sedes es Petri, qui Christi vicem gerit.
Sedes es Petri, qui apostolus est pacis.

Pontifex, Tecum erimus omnes nos.
Pontifex, es magister qui tuos confirmas fratres(2x),

Pontifex, fundamentum ac robur nostrum,
Hominumque piscator, pastor es gregis,
Ligans terram et caelum.

Petre, Tu es Christi, es vicarius super terram,
Rupes inter fluctus, Tu es pharus ac veritas;
Tu Christi es charita, Tu es unitatis custos,
Promptus libertatis defensor; in Te auctoritas.(2x)

O Roma Nobilis – O Felix Roma nobilis.

## Texto antigo (em latim)
Hymnus (Rhythmus) Pontificius
Autor: Monsenhor Evaristo d'Anversa (+ 1968)
Roma, alma parens, Sanctorum Martyrumque,
Nobile carmen, te decete, sonorumque,
Gloria in excelsis, paternæ maiestati
Pax et in terra fraternæ caritati
Ad te clamamus, Angelicum pastorem:
Quam vere refers, Tu mitem Redemptorem!
Magister Sanctum, custodis dogma Christi,
Quod unun vitæ, solamen datur isti.
Non prævalebunt horrendæ portæ infernæ,
Sed vis amoris veritatisque æternæ.
Salve, Roma!
In te æterna stat historia,
Inclyta, fulgent gloria
Monumenta tot et aræ.
Roma Petri et Pauli,
Cunctis mater tu redemptis,
Lúmen cunctæ in facie gentis
Mundique sola spes!
Salve, Roma!
Cuius lux occasum nescit,
Splendet, incandescit,
Et iniquo oppilat os.
Pater Beatissime,
Annos Petri attinge, excede 
Unum, quæsumus, concede:
Tu nobis benedic.

## Letra oficial (em italiano)
Autor: Monsenhor Antonio Alegra
INNO
Roma immortale di Martiri e di Santi,
Roma immortale accogli i nostri canti:
Gloria nei cieli a Dio nostro Signore,
Pace ai Fedeli, di Cristo nell'amore.
A Te veniamo, Angelico Pastore,
In Te vediamo il mite Redentore,
Erede Santo di vera e santa Fede;
Conforto e vanto a chi combate e crede,
Non prevarranno la forza ed il terrore,
Ma regneranno la Verità, l'Amore.
MARCIA PONTIFICALE
Salve Salve Roma, patria eterna di memorie,
Cantano le tue glorie mille palme e mille altari.
Roma degli apostoli, Madre guida dei Rendenti,
Roma luce delle genti, il mondo spera in te!
Salve Salve Roma, la tua luce non tramonta,
Vince l'odio e l'onta lo splendor di tua beltà.
Roma degli Apostoli, Madre e guida dei Redenti,
Roma luce delle genti, il mondo spera in te!

## Tradução para português
Autor: Dom Marcos Barbosa OSB
Ó Roma eterna, dos Mártires, dos Santos,
Ó Roma eterna, acolhe os nossos cantos!
Glória no alto ao Deus de majestade,
Paz sobre a terra, justiça e caridade!
A ti corremos, Angélico Pastor,
Em ti nós vemos o doce Redentor.
A voz de Pedro na tua o mundo escuta,
Conforto e escudo de quem combate e luta.
Não vencerão as forças do inferno,
Mas a verdade, o doce amor fraterno!
Salve, salve Roma! É eterna a tua história,
Cantam-nos tua glória monumentos e altares!
Roma dos Apóstolos, Mãe e Mestra da verdade,
Roma, toda a cristandade o mundo espera em ti!
Salve, salve Roma! O teu sol não tem poente,
Vence, refulgente, todo erro e todo mal!
Salve, Santo Padre, vivas tanto mais que Pedro!
Desça, qual mel do rochedo,
A bênção Paternal!